# Bura László
Bura László (Szatmárnémeti, 1932. március 31. − Szatmárnémeti, 2014. augusztus 31.) erdélyi magyar pedagógus, magyar nyelvész, pedagógiai szakíró.

## Életútja
A középiskolát Kolozsvárt végezte, 1954-ben a Bolyai Tudományegyetemen magyar nyelv és irodalom szakból tanári diplomát szerzett, 1972-ben a fafeldolgozó mesterségek Szatmár vidéki szakszókincséről írt dolgozata alapján doktori címet nyert. Líceumi tanár szülővárosában, a Kölcsey Ferenc Főgimnáziumban, évekig az intézmény igazgatója volt. Kétszer is díjat nyert a budapesti Magyar Nyelvőr nyelvjárási anyaggyűjtő pályázatán; lexikológiai, folklorista, nyelvoktatási cikkeit a NyIrK, Igaz Szó, Művelődés, Tanügyi Újság, Szatmári Hírlap közli, 1973-tól a temesvári Szabad Szóban, 1978-tól az Ifjúmunkásban szerkesztett nyelvművelő rovatot. A Cikkek és tanulmányok cím alatt megjelent Szatmár megyei nevelési, oktatási és szépirodalmi gyűjtemény (Szatmár 1972) szerkesztője, a Kriterion Anyanyelvünk művelése (1975) és Népismereti dolgozatok (1976) c. köteteiben egy-egy tanulmánnyal szerepelt.
Az 1990-es években a Kölcsey Ferenc Főgimnázium igazgatója volt Szatmárnémetiben.

1989 után számos néprajzi, nyelvészeti és helytörténeti dolgozata jelent meg nyomtatásban, Szatmár és vidéke krónikásává is vált egyben.
1994-ben nyugdíjba ment, a megyei tanfelügyelőség azonban kinevezte a Hám János Líceum igazgatójává. 1997-től végleg nyugdíjba ment.
A Babeș–Bolyai Tudományegyetem 1999. október 1-jétől Szatmárnémetibe kihelyezett tanítóképző főiskolai tagozatot indított, erre Bura Lászlót adjunktusi beosztásban előadóvá nevezték ki, egyúttal a főiskola helyi tanulmányi igazgatójává. Az intézmény működését 2004-ig irányította, utána óraadó tanár volt.

## Munkái (válogatás)
- Zöld erdőben fenyő zöldje: Szatmár megyei magyar népdalok és népballadák. Lovas Jánossal és B. Albert György zenetanárral (Szatmár, 1972);
- Szatmári népballadák: gyűjtemény bevezetővel és jegyzetekkel, Lovas Jánossal (Bukarest, 1978);
- Szatmár vidéki néphagyományok: népdalok és szőttesek (Fejér Kálmánnal és Petkes Józseffel, Szatmár 1979);
- Élő nyelvünk: nyelvművelő írások (Bukarest, 1982);
- Szatmári szólások és közmondások (Budapest, 1987);
- Szatmárnémeti utcanevei (Budapest, 1987);
- Hűségesen, fáradhatatlanul: Scheffler János szatmári megyés püspök életútja. (Szatmárnémeti, 1992);
- A szatmári református kollégium és diákjai, 1610–1852. (Kolozsvár, 1994, Erdélyi Tudományos Füzetek 219.);
- Éltetőnk, mindennapi anyanyelvünk: nyelvművelő írások. (Csíkszereda, 2002);
- Szatmári helynevek I. (Budapest, 2003);
- Tövisháti helynevek (Budapest, 2004)
- Könyvek és könyvtárak Szatmáron és Németiben (Státus, Csíkszereda, 2004);
- A Kálvária-templom: 1909–2009. Muhi Sándorral, Csiszár Klárával; [előszó Schönberger Jenő]; [ford. német nyelvről Mircea Teodoru, Román János, Schmidt Erika] (Szatmárnémeti, 2009);
- Erdőd nyolc évszázada (Szatmárnémeti, 2010);
- Útkeresés. Szerk. Bura László (Státus, Csíkszereda, 2010);
- Pillanatképek jövőbelátáshoz. Művelődés- és egyháztörténeti tanulmányok (Státus, Csíkszereda, 2011);
- A többszólamúság ösvényein. Nyelvészeti tanulmányok (Státus, Csíkszereda, 2013)

## Díjak, elismerések
- Romániai Magyar Pedagógusok Szövetsége Életmű-díja  (1996)
- Dr. Scheffler János-díj (2004)
- Identitas-díj (2004)
- Szatmárnémeti díszpolgára (2008)